# BugGuide
BugGuide — біологічна база даних та онлайн-спільнота професійних натуралістів і любителів, які діляться своїми спостереженнями за наземними членистоногими, такими як комахи та павуки. Веб-сайт містить довідник видів і тисячі фотографій членистоногих, що мешкають у США і Канаді. Він служить для виявлення місцевих видів і досліджень їхнього розповсюдження.
Цей некомерційний веб-сайт ведеться кафедрою ентомології Університету штату Айова. BugGuide був розроблений фотографом Троєм Бартлеттом у 2003 році. З 2006 року сайт підтримується Джоном ВанДіком, доцентом ентомології та системним аналітиком Університету Айови.
Станом на жовтень 2014 року в BugGuide було 30 774 сторінки про види та 48 572 сторінки з понад 808 718 зображеннями, надісланими понад 27 846 авторами. 22 вересня 2014 року обсяг BugGuide перевищив мільйон сторінок (більшість із них — фотографії). У 2008 році у Facebook була створена офіційна сторінка BugGuide. Станом на жовтень 2020 року сайт налічує понад 5600 учасників, понад 38 000 сторінок про види та понад півтора мільйона зображень.
Сайт BugGuide повідомляв у 2014 році, що понад одинадцять видів було ідентифіковано завдяки доданим на сайт фотографіям. Крім того, на основі фотографій у BugGuide було ідентифіковано дванадцять нових видів для Західної півкулі, а ще сім були новими для Північної Америки. На основі фотографій у BugGuide було виявлено численні нові записи у межах певного округу чи штату.